# Arduino Ferrari
Arduino Ferrari (Trieste, 12 febbraio 1912 – ...) è stato un calciatore italiano, di ruolo difensore.

## Caratteristiche tecniche
Giocò nel ruolo di terzino destro.

## Carriera
Giocò in Serie A con la Triestina.